# 四畳半プリンセス
『四畳半プリンセス』（よじょうはんプリンセス）は、2012年5月25日にぱらいそより発売された18禁のパソコンゲーム（アダルトゲーム）ソフトである。

## 解説
いわゆる押しかけ女房ものの作品だが、ボロアパートに高貴な姫君がおしかけるという正反対の要素が盛り込まれ、一風変わった純愛ラブコメディとなっている。

## あらすじ
ボロアパートに暮らす苦学生・白州響は、ある日テレビでヨーロッパの小国・ヒューガルデン公国の姫君が来日するニュースを見る。その姫君と遊んだ思い出に浸りながら、アルバイト先に向かおうとしたとき、その姫君・リーゼ姫がアパートにおしかけてきたのだ。
さらに、リーゼ姫を追って、彼女の護衛である女騎士やメイド、リーゼ姫の従姉妹であるプルミエール、そしてリーゼ姫の命を狙うデュベルまでもが押しかけてきた。
かくして、狭い四畳半に詰め込まれる形となった6人の男女の生活が始まるのであった。

## 登場人物
白州響（しらす ひびき）
本作の主人公。家が裕福だったため、母親に連れられたヒューガルデン公国で、年齢の近かった姫君と遊んだことがある。
ペシェリーゼ・ランビック・デ・コーニング
声：夏野こおり
ヒューガルデン公国の姫君。愛称はリーゼ姫。穏やかで礼儀正しい人物。世間知らずなところもあるが、頭が悪いわけではなく、理解力はある。
病床にある父王の代わりに政務にあたっている。継母による政略結婚から逃れるべく、父の代わりと言う名目で来日し、旧知の仲の響のところへ押しかけた。
ステラ・アルトワ
声:内村詩織
リーゼ姫の護衛を勤める女騎士。忠誠心は高いが、あまりにも堅物すぎるため、リーゼ姫からは嫌々仕えているのではないかと疑われている。
男らしい性格の持ち主で、女性的な自らの身体にコンプレックスを抱いている。
プルミエール・シメイ・ロシフォール
声：桃井いちご
リーゼ姫の従姉妹。わがままで子どもっぽく、一方的にリーゼ姫をライバル視しているが、実際はリーゼ姫のことを愛しており、彼女にかまってほしいだけである。
ヴェデット・ホワイト
声：井村屋ほのか
リーゼ姫に仕えるメイド。家事全般を苦手としており、主な仕事はリーゼ姫の遊び相手と話し相手と髪の手入れ。感情の起伏は乏しいがかなりのいたずら好きで口が悪い。上下関係に対する理解が薄く、リーゼ姫をお姫ちゃんと呼ぶ。
デュベル
声：涼屋スイ
リーゼ姫を狙うならず者。忍者を自称するが、日本文化に対して誤解を抱いており、実際の忍者とはかけ離れた言動が目立つ。エージェントとしては良くできているが、忍者に拘泥するあまり失敗ばかりする。

## スタッフ
- 原画 - さいとうつかさ
- シナリオ - 土岐光鳳ほか